# Родионов, Александр Александрович
Александр Александрович Родионов (XIX век — неизвестно) — российский яхтсмен. Бронзовый призёр Олимпийских игр 1912 по парусному спорту в классе «10 метров» в составе экипажа яхты «Галлия II» с Эспером Белосельским, Эрнестом Браше, Николаем Пушницким, Филипом Штраухом, Иосифом Шомакером, Карлом Линдхолмом.
Был членом Санкт-Петербургского речного яхт-клуба.